# La libecciata
La libecciata è un dipinto a olio su tavola (28,4×68 cm) realizzato tra il 1880 e il 1885 circa da Giovanni Fattori. È conservato nella Galleria d'arte moderna di Firenze.

## Descrizione
Come provano i numerosi studi che l'artista compì prima di giungere alla versione definitiva, anche quest'opera è il risultato di un lungo e ponderato studio da parte dell'artista. Attraverso l'utilizzo di una gamma cromatica ristretta, ripartita in tre fasce orizzontali, il pittore rappresenta un paesaggio marino, nei pressi di Livorno, colpito violentemente dal vento di libeccio: la tamerice di Antignano, un albero di più di 150 anni.
Come ebbe modo di scrivere nelle sue memorie Fattori era un «osservatore minuzioso del mare in tutte le sue fasi» e soprattutto lo amava particolarmente «perché nato in città di mare». In questo olio l'artista traspone sulla tavola la potenza della natura in modo estremamente veridico, mostrando la forza dell'elemento naturale che percuote senza sosta e indifferente il litorale. Il deciso taglio orizzontale del dipinto è controbilanciato dalla presenza dei cespugli sulle dune che donano profondità alla scena, dagli alberi sulla sinistra, unica macchia di colore scuro del dipinto, che si piegano sotto le raffiche di vento, e dal tronco mozzato, probabilmente una tamerice, sulla destra. La tecnica della macchia, usata con estrema abilità, riesce in quest'opera a rendere perfettamente l'idea del movimento che anima la scena, mentre gli effetti di luce sono ottenuti grazie a un'attenta modulazione dei colori e delle ombre.